# Ben Aknoun
 (octobre 2010).
Si vous disposez d'ouvrages ou d'articles de référence ou si vous connaissez des sites web de qualité traitant du thème abordé ici, merci de compléter l'article en donnant les références utiles à sa vérifiabilité et en les liant à la section « Notes et références ».
Ben Aknoun  est une commune de la wilaya d'Alger en Algérie, située dans la proche banlieue ouest de la ville d'Alger à 270 mètres d'altitude.

## Géographie

### Situation
Ben Aknoun est située à environ 7 km à l'ouest du centre-ville d'Alger.
| Dely Ibrahim | Bouzareah                   | El Biar                  |
| Dely Ibrahim | Ben aknoun                  | El Biar                  |
| Hydra        | Hydra, Forêt d'El Mouradia. | Hydra, Forêt de Paradou. |

## Histoire
Ben Aknoun à l'origine était Ben Sahnoun terre des Sahnoun au XVIe siècle[réf. nécessaire].

## Démographie
| 1987   | 1998   | 2008   |
| ------ | ------ | ------ |
| 16 245 | 19 404 | 18 838 |

## Équipements
Ben Aknoun est l'un des plus grands pôles administratifs et diplomatiques du pays. Les infrastructures hors habitations représentent les deux tiers de la surface de la commune. En effet, Ben Aknoun abrite les sièges de huit ministères et de neuf ambassades et compte un hôpital, un parc zoologique et un parc d'attraction. Le siège de la Caisse nationale des assurances sociales s'y trouve également.

## Enseignement

### Enseignement primaire, moyen et secondaire

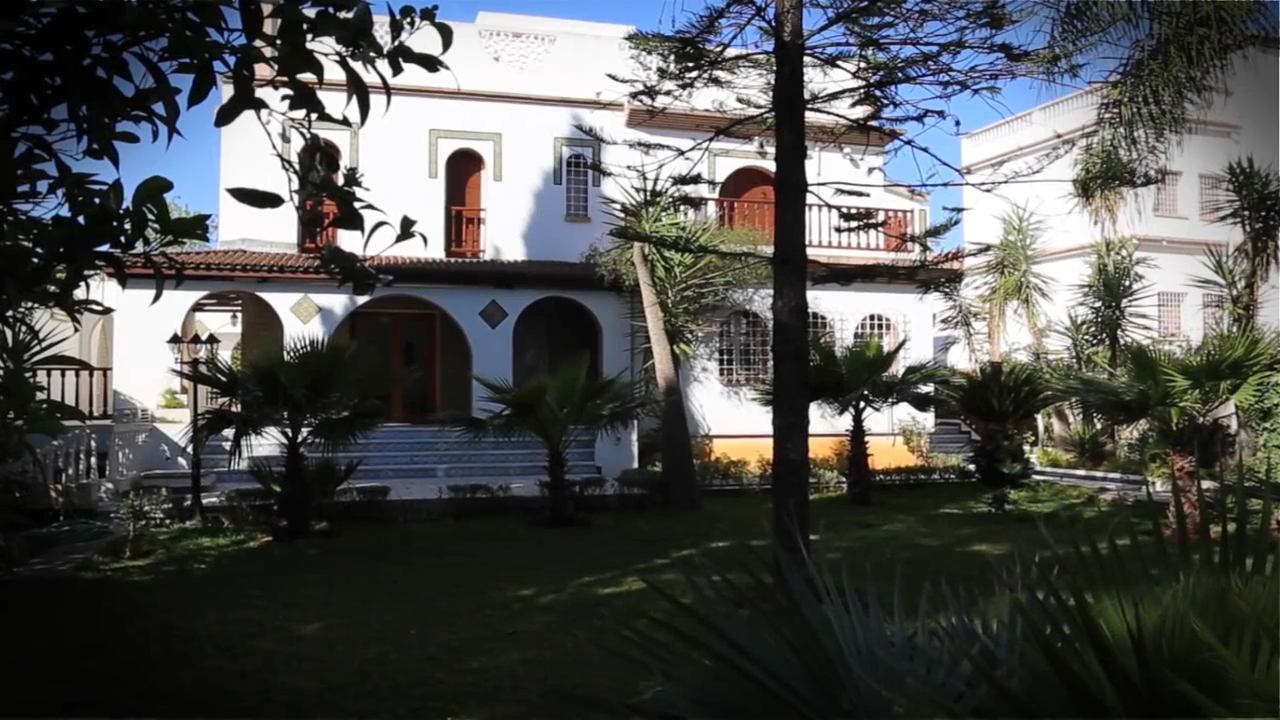
Villa de l'École internationale américaine d'Alger à Ben Aknoun en 2016.

Ben Aknoun compte de nombreux édifices destinés à l'enseignement, à savoir :
- 9 écoles primaires publiques[4];
- 2 collèges d'enseignement moyen publiques (CEM) [5];
- 4 lycées publics.

La présence d'une importante communauté diplomatique dans la commune a conduit à la création d'établissements d'enseignement internationaux. L'École internationale américaine d'Alger offre un programme scolaire pour les élèves anglophones de la maternelle à la septième année, enseigné par des instituteurs américains. Une école française, le Lycée international Alexandre-Dumas d'Alger, est également installé dans la commune, accueillant des élèves francophones des cycles primaire, moyen et secondaire.

### Enseignement supérieur

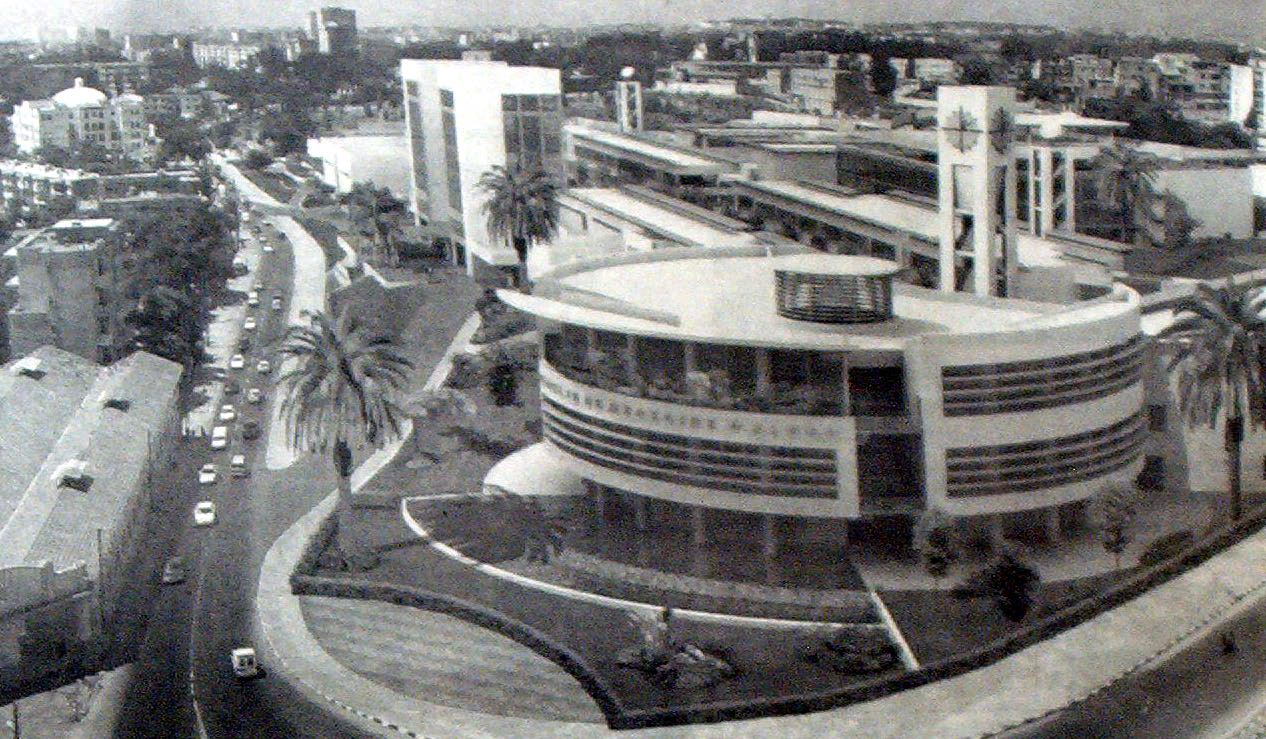
Nouvelle Faculté de Médecine d'Alger, annexe de l'Université d'Alger.

La commune de Ben Aknoun est un pôle universitaire, avec la nouvelle faculté de médecine d'Alger au quartier de Château-neuf, la faculté des Langues (ex-faculté de Droit) de l’Université d'Alger 2, l'École des Hautes Études Commerciales (ex-Institut National de Commerce), l'École nationale supérieure en statistique et en économie appliquée (ex-Institut National de Planification et Statistiques) et l'ex-institut des Sciences de l'Information et de la Communication (déplacée).

#### Centre universitaire de Ben Aknoun
- Faculté de droit, institut des sciences politiques, institut des sciences de l'information et de la communication
- Centre de recherche sur l'information scientifique et technique (CERIST).
- Cités universitaires de garçons (3 cités) et de jeunes filles (2 cités). Une faculté  de médecine

## Sports
L'ES Ben Aknoun, créé en 1935, est le club omnisports de Ben Aknoun.

## Personnalités liées à la commune
- Amokrane Oualiken (1933 - 2010),  entraîneur et footballeur algérien y est né.